# Open stootvoeg

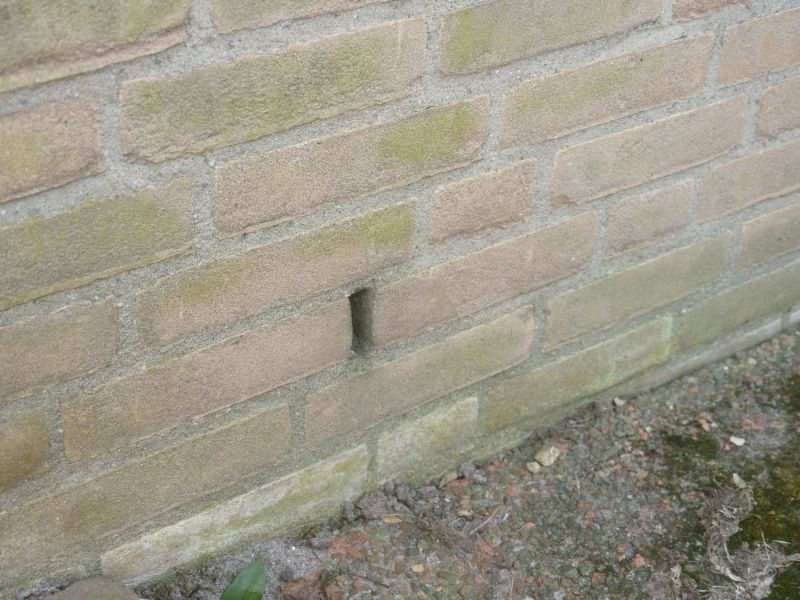
Open stootvoeg.

Een stootvoeg of staande voeg is een verticale voeg in metselwerk. Bij een open stootvoeg wordt de voeg tussen twee stenen opengelaten en dus niet gevuld met mortel. In de huizenbouw dienen open stootvoegen veelal om de achterliggende spouw te ventileren of om water af te voeren. Ze worden ook om esthetische redenen toegepast. Vaak worden ze geplaatst onder en boven gevelopeningen, kort boven het maaiveld, boven ingemetselde waterkeringen en kort onder het dak.

Open stootvoegen om een kruipruimte te ventileren.

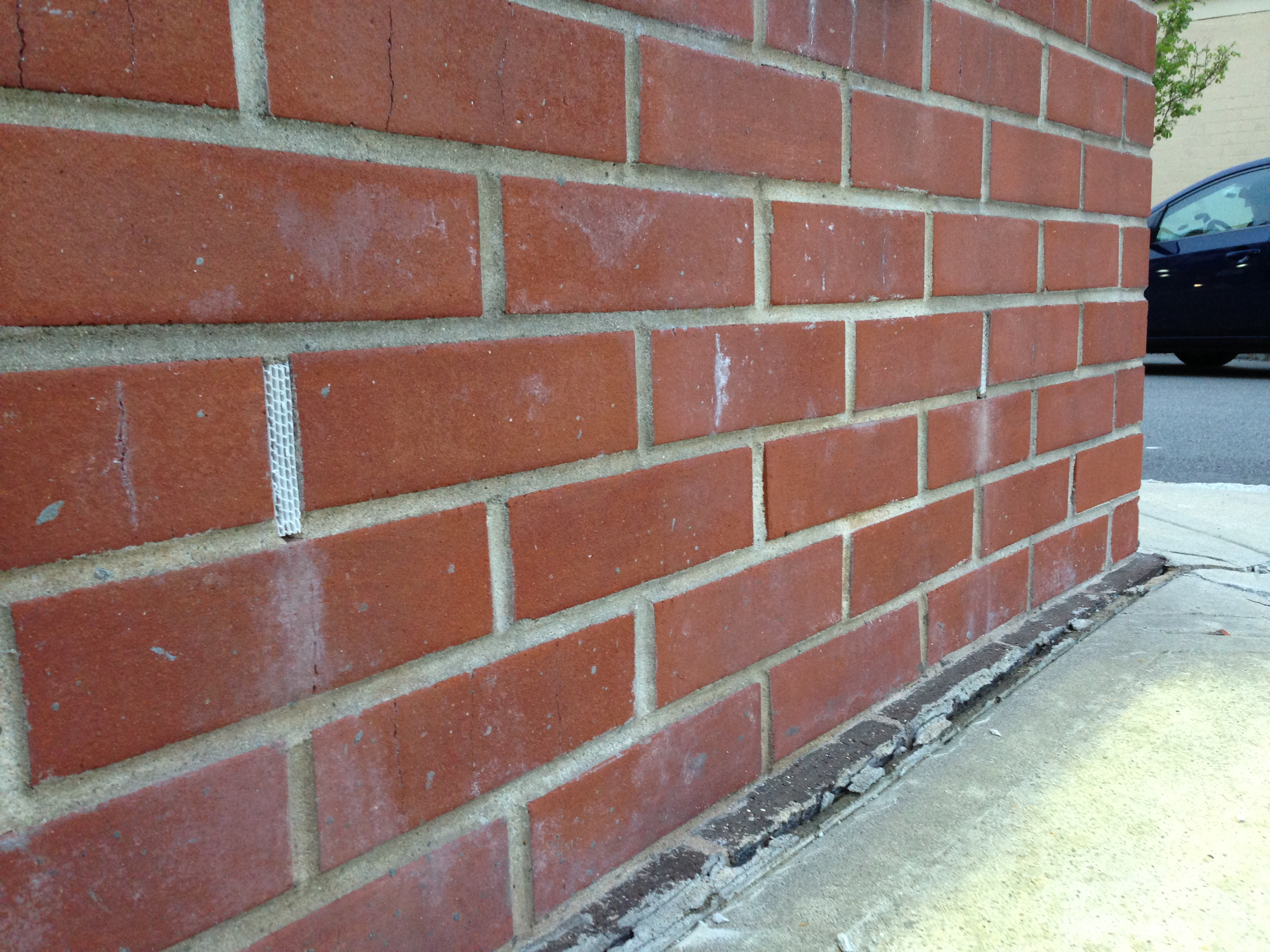
Open stootvoegen met plastic roostertjes die vuil en diertjes buiten houden

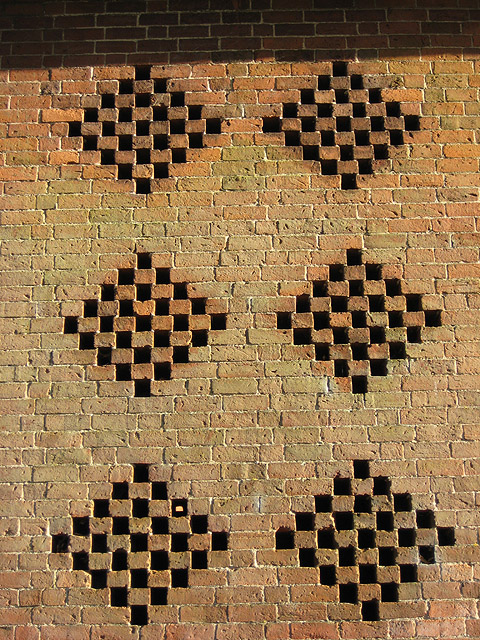
Brede, open stootvoegen voor ventilatie en voor het oog. De Engelse term weep hole („traangat”) is hier meer van toepassing dan de term voeg.

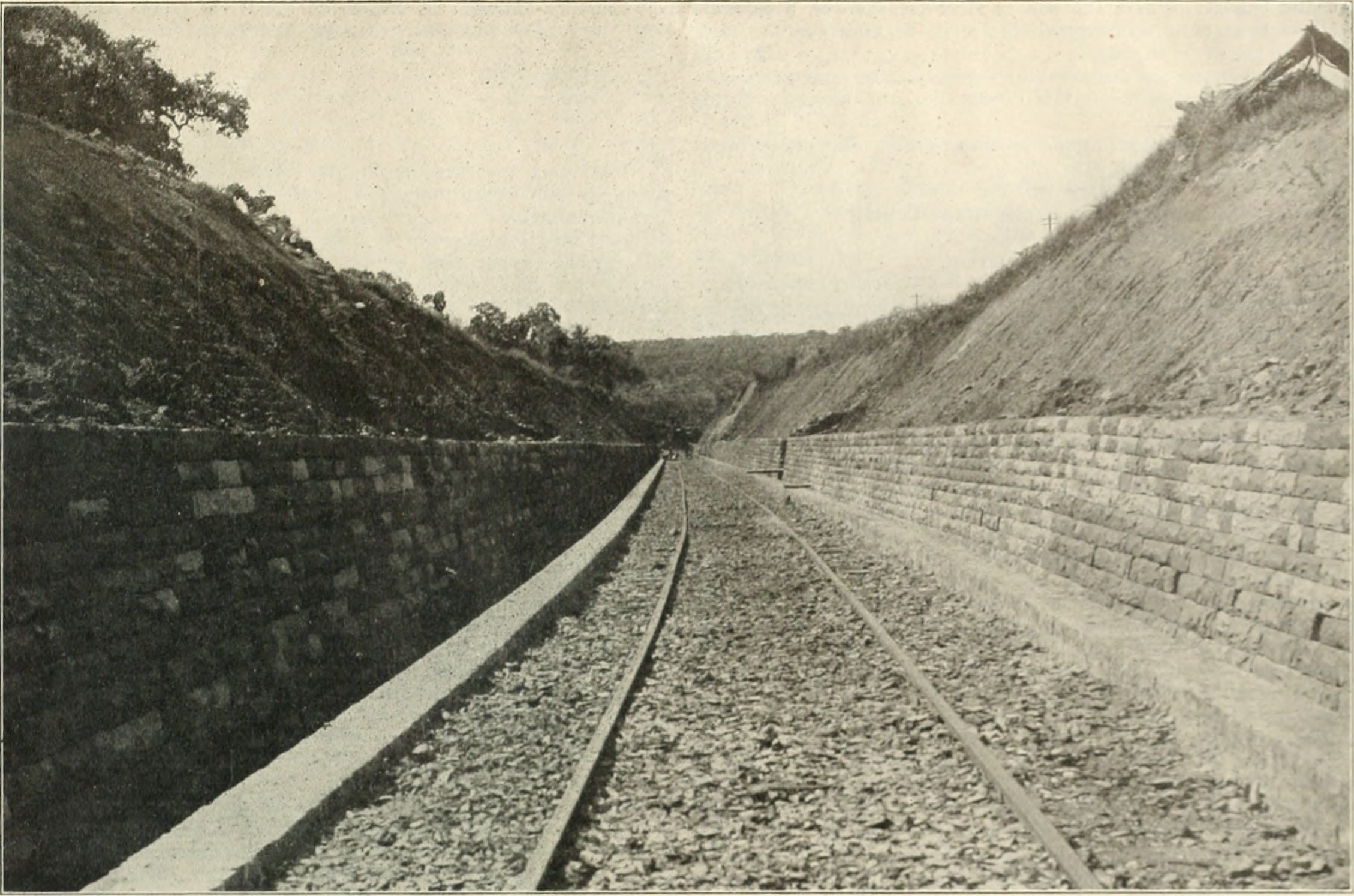
Open stootvoegen voor waterafvoer. Zonder afvoer verzamelt water van de helling zich achter de muur, die dan instabiel kan worden.